# 胡利奥·塞萨尔·图尔瓦伊·阿亚拉
胡利奥·塞萨尔·图尔瓦伊·阿亚拉（西班牙語：Julio César Turbay Ayala；1916年6月18日—2005年9月13日），哥伦比亚政治家，曾于1978年至1982年出任哥伦比亚总统。

## 家庭
其女兒迪亚娜是记者，1990年被巴勃羅·埃斯科瓦爾綁架，1991年在營救人質行動中不幸喪生。其外孙是哥伦比亚参议院议员米格尔·乌里韦，2025年競選總統時不幸喪生。